# Presidente da Coreia do Sul
O presidente da República da Coreia (coreano: 대한민국 대통령; Hanja: 大韓民國大統領; RR: Daehanminguk daetongnyeong), também chamado de presidente da Coreia (coreano: 한국 대통령), é simultaneamente o chefe de Estado e chefe de governo da República da Coreia. O presidente é eleito diretamente pelos cidadãos da República da Coreia e jura desempenhar as funções do cargo, sendo suas principais responsabilidades "defender o Estado e buscar a reunificação pacífica da pátria". O presidente lidera o Conselho de Estado, é o chefe do Poder Executivo do governo nacional e o comandante-em-chefe das Forças Armadas da República da Coreia.
A Constituição da Coreia do Sul e a emenda à Lei Eleitoral Presidencial de 1987 preveem a eleição do presidente por voto direto e secreto, encerrando 16 anos de eleições presidenciais indiretas sob os dois governos autoritários anteriores. O presidente é eleito para um mandato único de cinco anos, sem possibilidade de reeleição. Caso ocorra uma vacância presidencial, um sucessor deve ser eleito dentro de 60 dias, período durante o qual as funções presidenciais são exercidas pelo primeiro-ministro ou por outros membros seniores do gabinete, conforme ordem de prioridade estabelecida por lei. O presidente goza de imunidade criminal, exceto em casos de insurreição ou traição.
O impeachment de Yoon Suk-yeol em 14 de dezembro de 2024 suspendeu o então presidente, tornando o primeiro-ministro Han Duck-soo presidente interino. Han também foi brevemente suspenso após seu próprio impeachment em 27 de dezembro de 2024, levando o vice-primeiro-ministro Choi Sang-mok a assumir o cargo de presidente interino, no entanto, Han foi restabelecido pelo Tribunal Constitucional da Coreia em 24 de março de 2025. Em 4 de abril de 2025, o Tribunal Constitucional confirmou o impeachment de Yoon, removendo-o definitivamente do cargo, assim, a presidência permanece vaga até a eleição presidencial sul-coreana de 2025. O vice-primeiro-ministro e ministro da Educação, Lee Ju-ho, atuou como presidente interino desde 1.º de maio de 2025, após as renúncias de Choi e, posteriormente, de Han, ocorridas na mesma data. Em 3 de junho de 2025, realizaram-se as eleições presidenciais antecipadas, elegendo Lee Jae-myung, do Partido Democrático da Coreia, que foi empossado no dia 4.

## Poderes e deveres do presidente
O parágrafo 4 da Constituição da República da Coreia contém os deveres e os poderes do Presidente. O presidente é obrigado a:
- defender a Constituição
- preservar a segurança e a pátria da República da Coreia
- trabalhar para a paz

Além disso, o presidente recebe os poderes:
- como o líder do poder executivo do governo
- como o comandante-em-chefe das Forças Armadas da Coreia do Sul
- para declarar guerra
- para realizar referendos sobre questões de importância nacional
- para emitir ordens executivas
- para outorgar medalhas em honra de serviço para a nação
- para emitir indultos
- para declarar estado de emergência suspendendo todas as leis ou decretar um estado de lei marcial
- Qualquer sul coreano que entrar na casa azul sem autorização do governo pode ser preso com pena de até 25 anos, sem poder pagar fiança ou sair antes do tempo por habeas corpus ou bom comportamento. Também poderá ser indiciado por aterrorizar a segurança do presidente do país. Estrangeiros que entrarem sem autorização na Casa Azul são imediatamente deportados do país e podem ser multados.

## Linha do tempo de presidentes
| Ideologia | Ideologia   | # | Tempo no cargo | Nome(s) |
| --------- | ----------- | - | -------------- | --- |
|           | Conservador | 9 | 21765 dias     | Choi Kyu-hah, Chun Doo-hwan, Kim Young-sam, Lee Myung-bak, Park Chung-hee, Park Geun-hye, Roh Tae-woo, Syngman Rhee, e Yoon Suk-yeol |
|           | Liberal     | 4 | 6067 dias      | Kim Dae-jung, Moon Jae-in, Roh Moo-hyun, e Yun Bo-seon                                                                               |

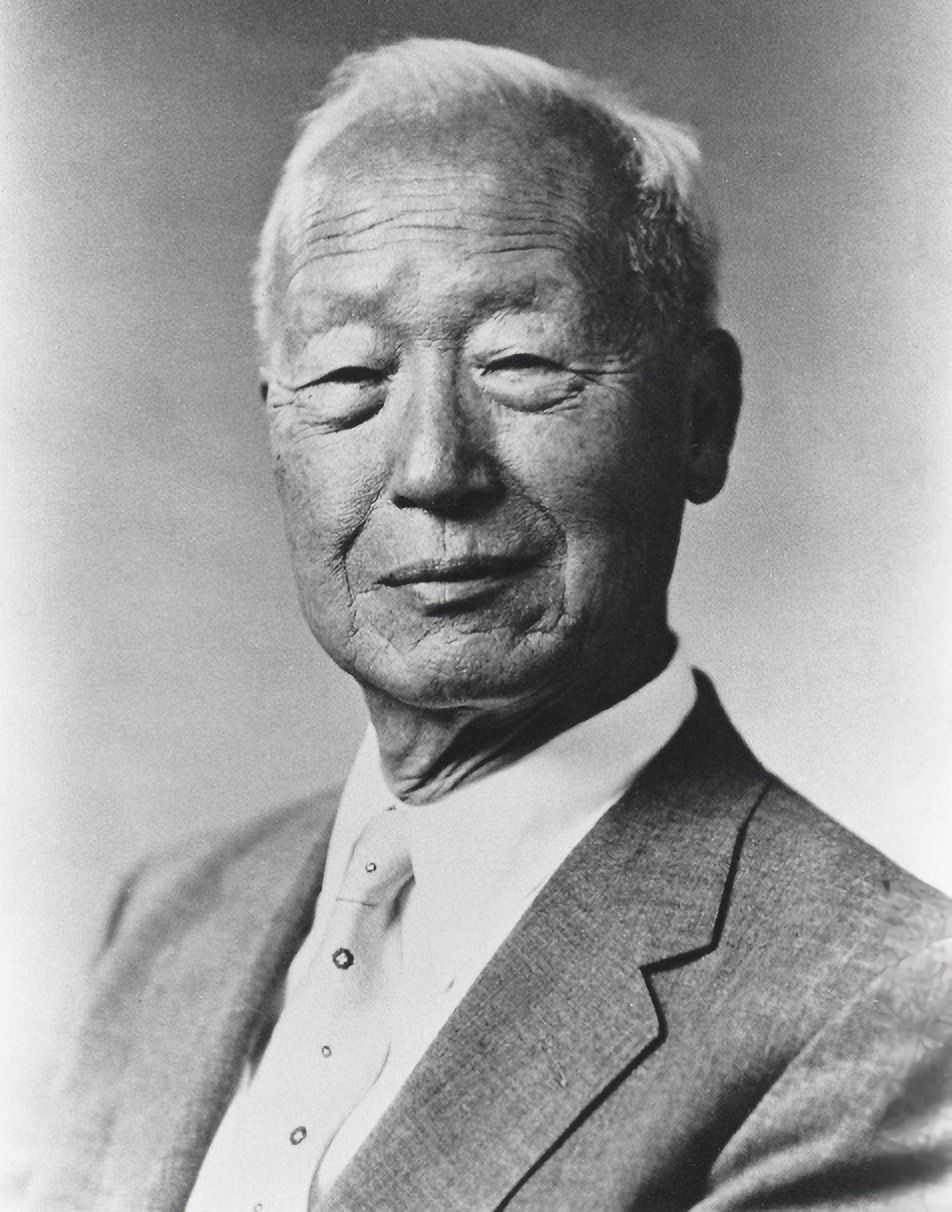
1º: Syngman Rhee 1º, 2º e 3º mandatos (1948–1960)
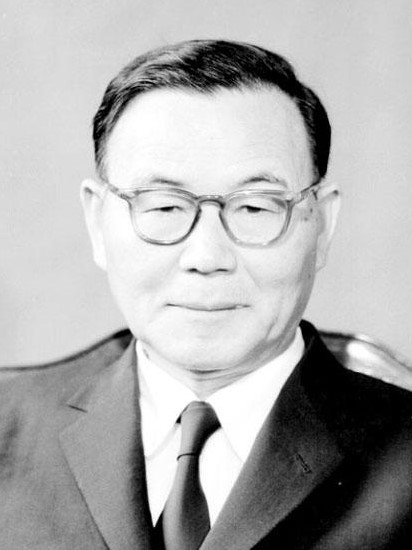
2º: Yun Po-sun 4º mandato (1960–1963)
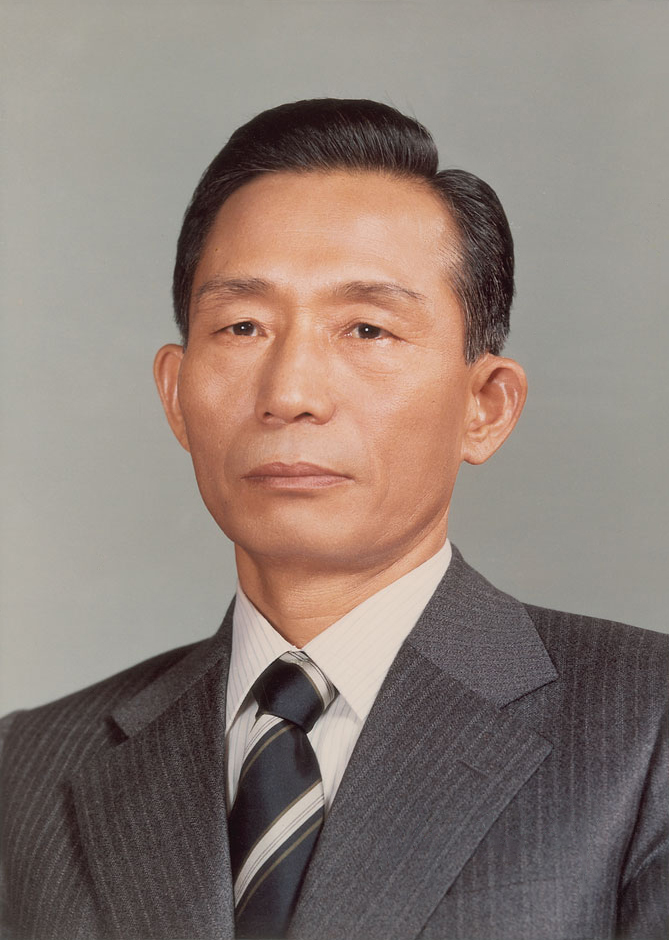
3º: Park Chung-hee 5º, 6º, 7º, 8º e 9º mandatos (1963–1979)
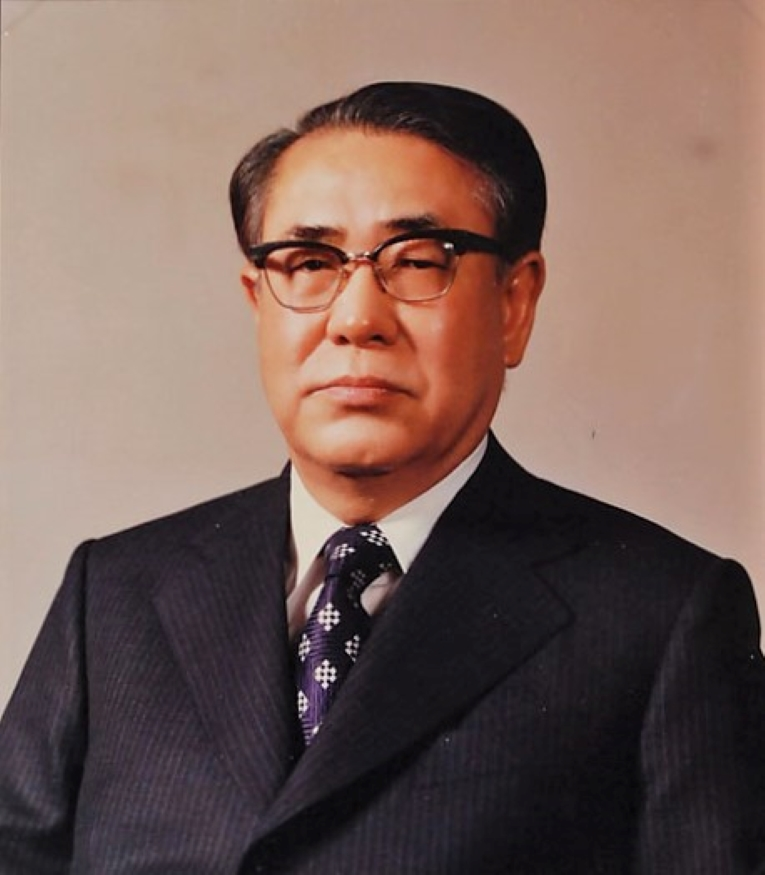
4º: Choi Kyu-hah 10º mandato (1979–1980)
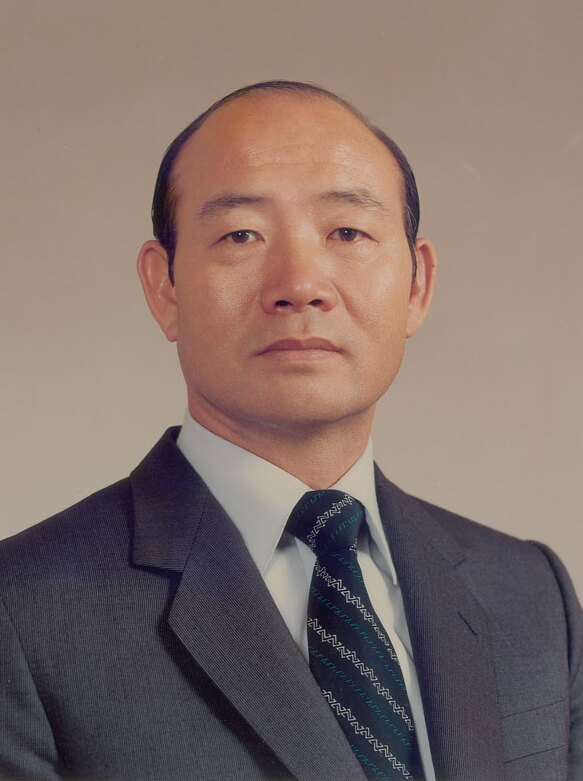
5º: Chun Doo-hwan 11º e 12º mandatos (1980–1988)
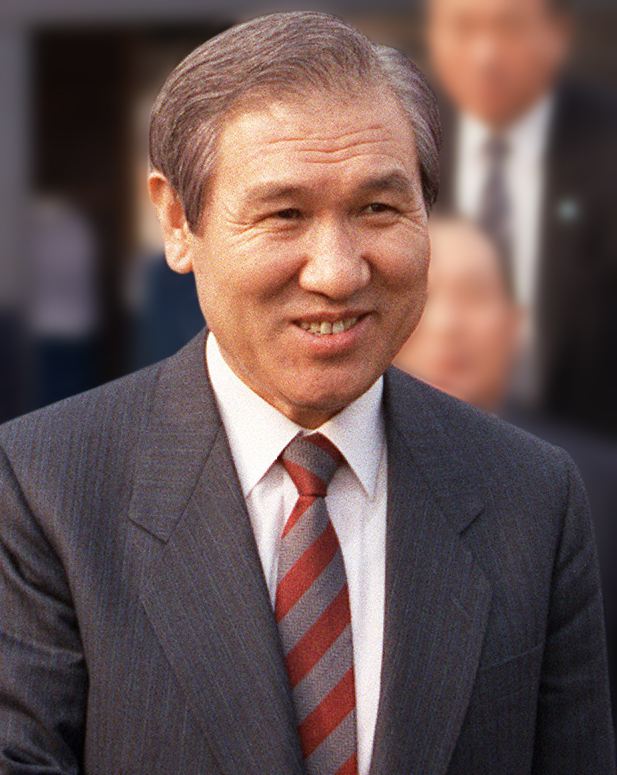
6º: Roh Tae-woo 13º mandato (1988–1993)
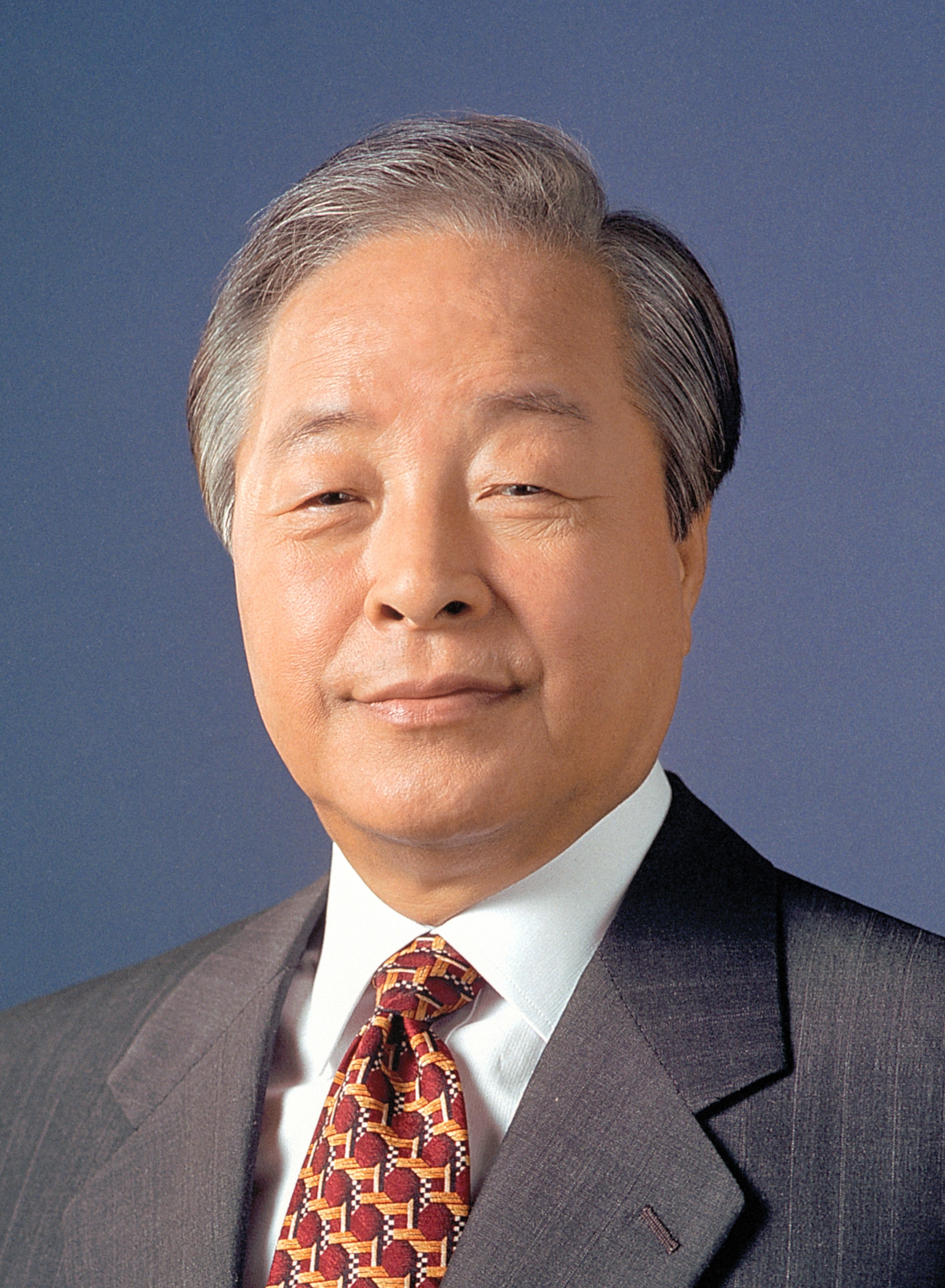
7º: Kim Young-sam 14º mandato (1993–1998)
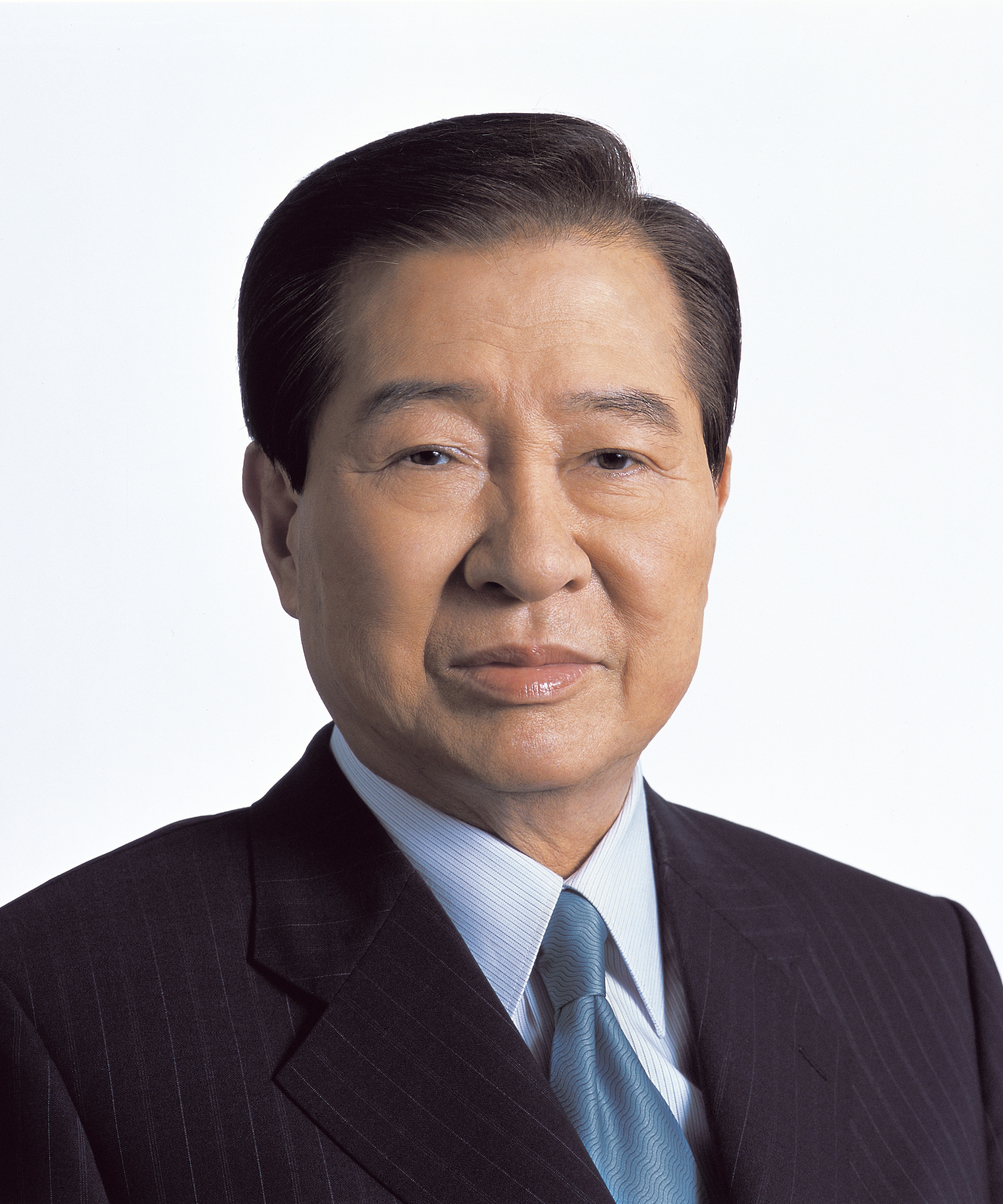
8º: Kim Dae-jung 15º mandato (1998–2003)
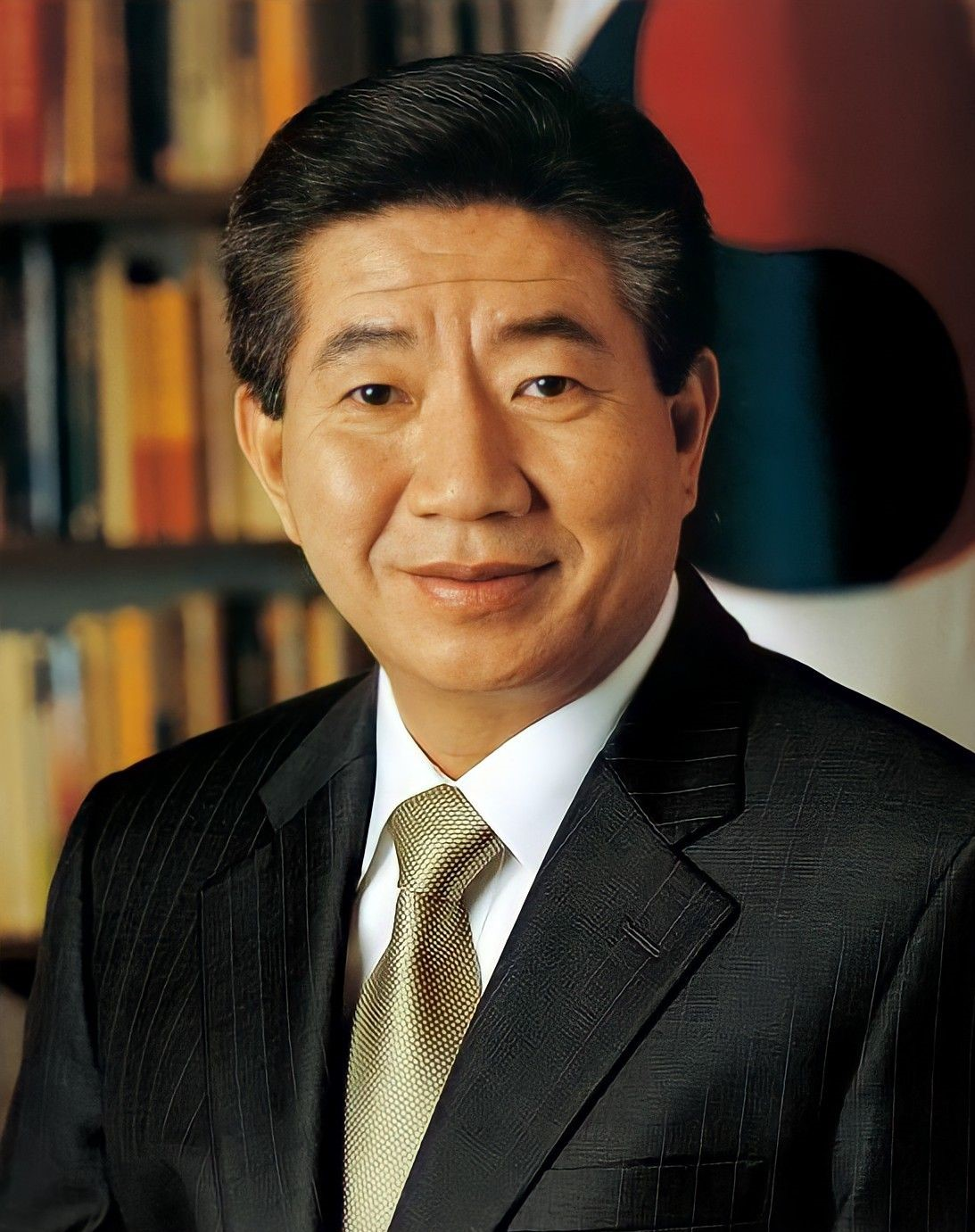
9º: Roh Moo-hyun 16º mandato (2003–2008[nota 1])
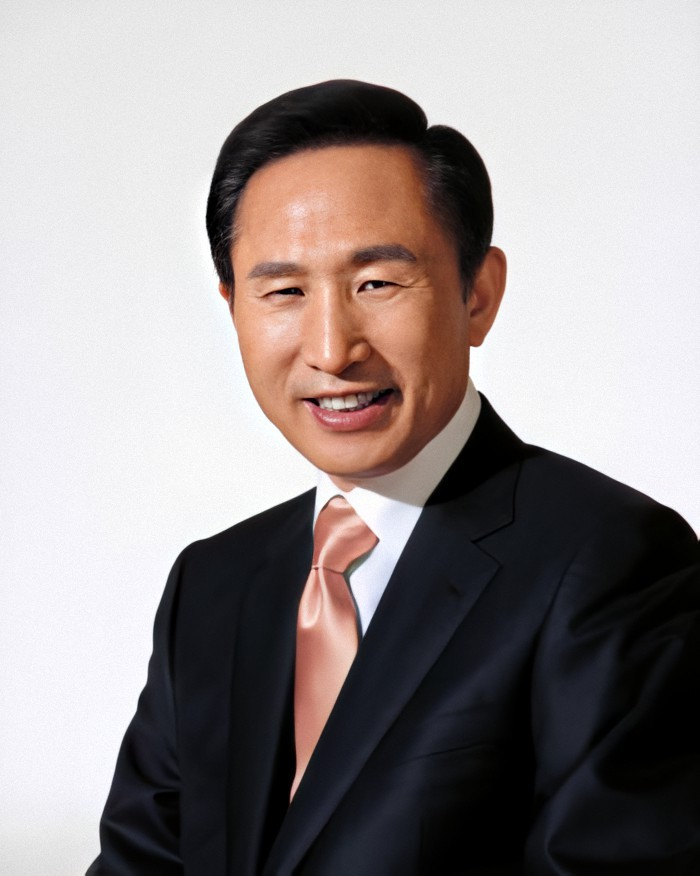
10º: Lee Myung-bak 17º mandato (2008–2013)
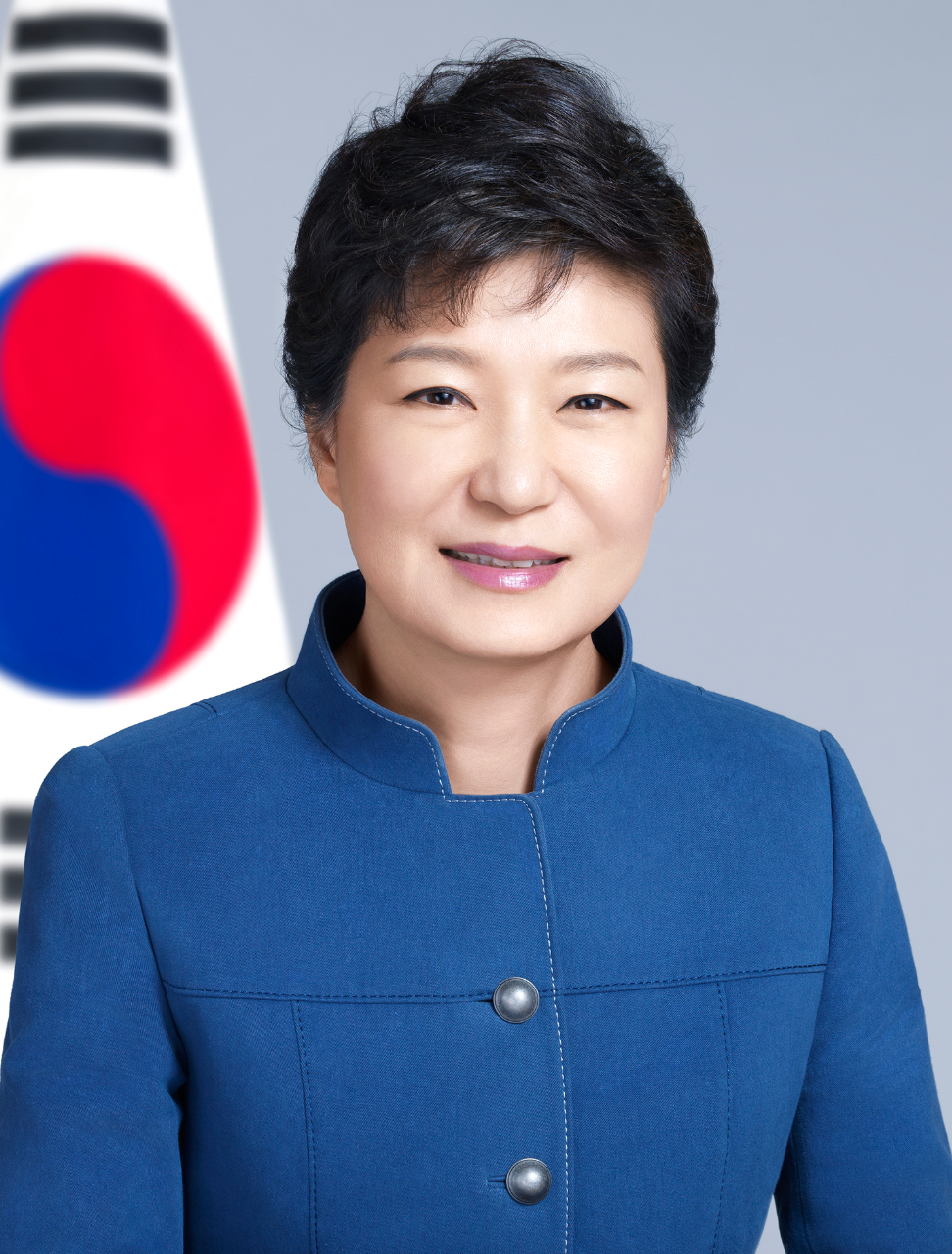
11ª: Park Geun-hye 18º mandato (2013–2017[nota 2])
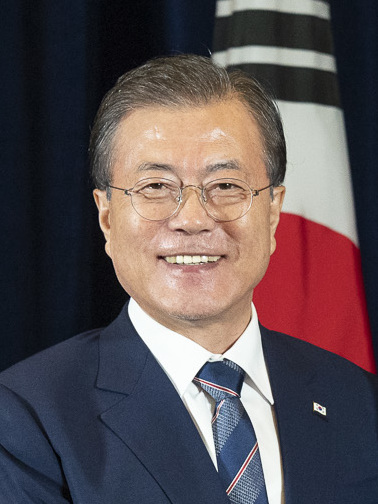
12º: Moon Jae-in 19º mandato (2017–2022)
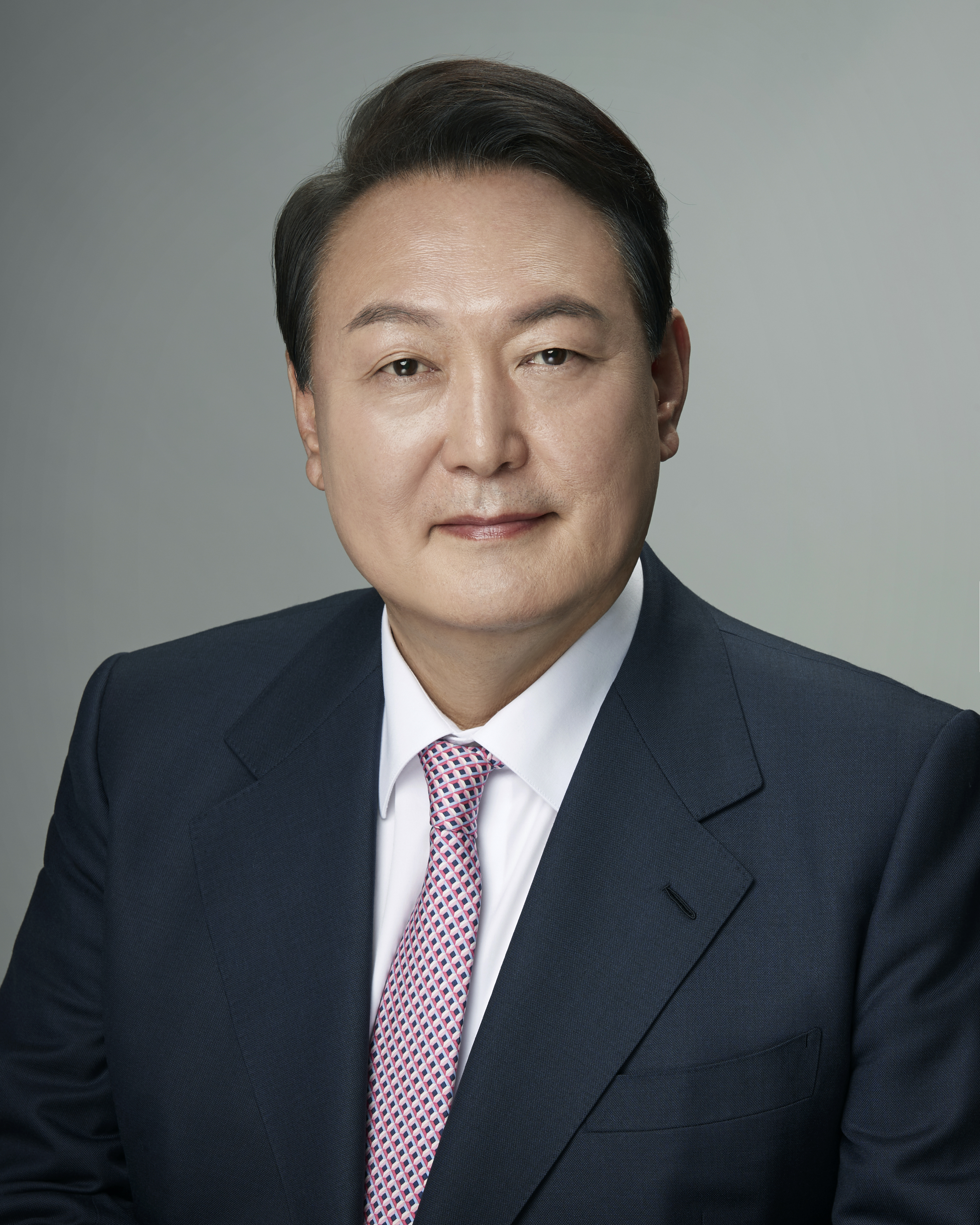
13º: Yoon Suk-yeol 20º mandato (2022–2025[nota 3])

## Ex-presidentes vivos

Estandarte Presidencial da Coreia do Sul.

Atualmente, quatro ex-presidentes estão vivos:
| Nome          | Período do mandato | Idade              |
| ------------- | ------------------ | ------------------ |
| Lee Myung-bak | 2008–2013          | 83 anos e 172 dias |
| Park Geun-hye | 2013–2017          | 73 anos e 127 dias |
| Moon Jae-in   | 2017–2022          | 72 anos e 136 dias |
| Yoon Suk-yeol | 2022-2025          | 64 anos            |

O presidente mais velho foi Yun Bo-seon, que morreu em 18 de julho de 1990 (com a idade de 92 anos e 326 dias).
O presidente mais recente a falecer foi Chun Doo-hwan, que morreu em 23 de novembro de 2021 (com a idade de 90 anos e 309 dias).